# Peter Budaj

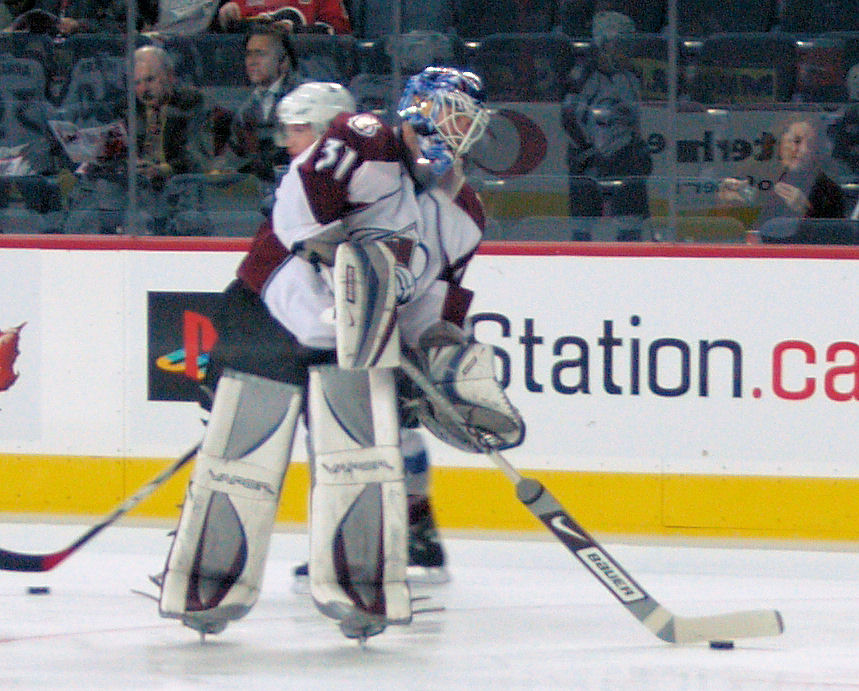

Peter Budaj (nascido em 18 de Setembro de 1982, em Banská Bystrica) é um goleiro profissional de hóquei no gelo da Eslováquia, jogador do Los Angeles Kings.

## Carreira

### Colorado Avalanche
Peter Budaj foi recrutado pelo Colorado Avalanche em 2001, como a primeira escolha do time. Ele passou três temporadas com o time de base do Colorado, Hershey Bears, até ter uma chance de jogar na NHL.
Na temporada 2005-2006, Budaj foi o goleiro reserva do time, jogando apenas 34 jogos. Mas atualmente, ele divide a posição de goleiro titular com José Theodore.

### Olimpíadas de Inverno
Nas Olimpíadas de Inverno de Turim, em 2006, Budaj foi o goleiro titular do time da Eslováquia, com boas atuações. Apesar de ter vencido todos os jogos da primeira fase, a Eslováquia foi eliminada nas quartas-de-final pela República Tcheca.